# Hexia’awati (sockenhuvudort i Kina, Xinjiang Uygur Zizhiqu, lat 39,62, long 76,79)
Hexia'awati (kinesiska: 和夏阿瓦提, 和夏阿瓦提乡) är en sockenhuvudort i Kina. Den ligger i den autonoma regionen Xinjiang, i den nordvästra delen av landet, omkring 1 000 kilometer sydväst om regionhuvudstaden Ürümqi. Antalet invånare är 45 047. Befolkningen består av 22 146 kvinnor och 22 901 män. Barn under 15 år utgör 30 %, vuxna 15-64 år 62 %, och äldre över 65 år 6,0 %.
Runt Hexia'awati är det ganska glesbefolkat, med 47 invånare per kvadratkilometer. Hexia'awati är det största samhället i trakten. Trakten runt Hexia'awati består till största delen av jordbruksmark.
Genomsnittlig årsnederbörd är 134 millimeter. Den regnigaste månaden är juli, med i genomsnitt 22 mm nederbörd, och den torraste är december, med 3 mm nederbörd.